# اشتازی
وزارت امنیت دولت (به آلمانی: Ministerium für Staatssicherheit) موسوم به اشتازی (به آلمانی: Stasi)، سازمان اطلاعاتی آلمان شرقی بود که مرکزش در برلین شرقی قرار داشت. اشتازی حدود ۴۰ سال به نظارت و بررسی فعالیت‌های شهروندان آلمان شرقی مشغول بود، و با استفاده از اطلاعات به دست آمده هرگونه نا آرامی را در نطفه خفه می‌کرد. در سال ۱۹۸۹ میلادی، اشتازی برای ۱۰ میلیون شهروند این کشور پرونده داشت. اشتازی بیش از ۹۱ هزار افسر داشت، و شبکه گسترده خبرچین‌های فعالش نزدیک به ۲۰۰ هزار نفر را شامل می‌شدند. به ازای هر ۶۳ نفر از جمعیت آلمان شرقی یک نفر با اشتازی همکاری داشت.
مأموران اشتازی وظایف خود را در چارچوب شعار «دشمن کسی است که دگراندیش باشد» انجام می‌دادند.
اشتازی نه‌تنها مخالفان، بلکه احزاب کمونیست «برادر»، مانند حزب توده ایران را هم زیر نظر گرفته بود و در این احزاب هم جاسوسانی داشت. بنا به نوشتهٔ تحقیقی چارلی و رضا؛ از سازمان افسران حزب توده ایران تا سازمان امنیت آلمان شرقی، نوشته بهمن زبردست در شماره ۱۱۳ فصلنامه نگاه نو، محمد پورهرمزان و امیر شفابخش، از اعضای سابق سازمان افسران حزب توده ایران، در سال‌های مهاجرت با اشتازی همکاری می‌کردند.
اشتازی در تاریخ ۸ فوریه ۱۹۵۰ میلادی تشکیل و در تاریخ ۴ اکتبر ۱۹۹۰ رسماً منحل شد.

## دانستنی‌ها
- اشتازی توانایی کنترل ۳۵۰ تلفن را به صورت هم‌زمان داشت. بخش ویژه‌ای در اشتازی مسئول ضبط کردن مکالمات تلفنی و سپس نوشتن چکیده‌ها یا متن کامل گفتگوها و سپس ارسال آن به بخش تحلیل اطلاعات بود.
- اشتازی مسئول کنترل مرزها به ویژه مرز مشترک با آلمان غربی بود.
- یکی از وظایف اشتازی، کنترل نامه‌ها و مرسولات پستی بود. روزانه بین ۱۵۰۰ تا ۲۰۰۰ نامه با استفاده از ماشین بخار باز می‌شدند و پس از خوانده‌شدن، دوباره نامه بسته و به مقصد دریافت‌کننده پست می‌شدند.
- از تکنیک‌های ردیابی اشتازی، جمع‌آوری نمونه‌ای از بوی بدن و عرق شهروندان مشکوک و گردآوری آن‌ها در بانک اطلاعاتی بود. به این منظور، فرد مورد ظن را در هنگام بازجویی، در اتاقی گرم ساعت‌ها بر روی یک صندلی خاص می‌نشاندند. سپس با یک دستمال کتانی دستگیره‌های صندلی را پاک می‌کردند و نشیمن‌گاه پارچه‌ای صندلی را جدا می‌کردند تا بوی عرق بدن آن فرد را در بانک اطلاعاتی‌شان جمع کنند. در مواردی که نیاز به تشخیص هویت بوده از سگ‌های آموزش‌دیده جهت ردیابی استفاده می‌کردند.[۵][۶][۷]

## پس از انحلال
پس از فروپاشی جمهوری دمکراتیک آلمان و وحدت دو آلمان، کارکنان ارشد وزارت امنیت آلمان شرقی دیگر نمی‌توانستند به عنوان «مقامات مهم» در دولت آلمان فدرال مشغول به کار باشند؛ با این حال گفته می‌شود که بیش از ۱۷ هزار نفر از کارکنان سابق اشتازی پس از اتحاد دو آلمان، در نهادهای دولتی این کشور مشغول به کار شدند.
هم‌اکنون موزه اشتازی در لایپزیگ و برلین قرار دارند.

## در فرهنگ عامه
- زندگی دیگران

## نگارخانه

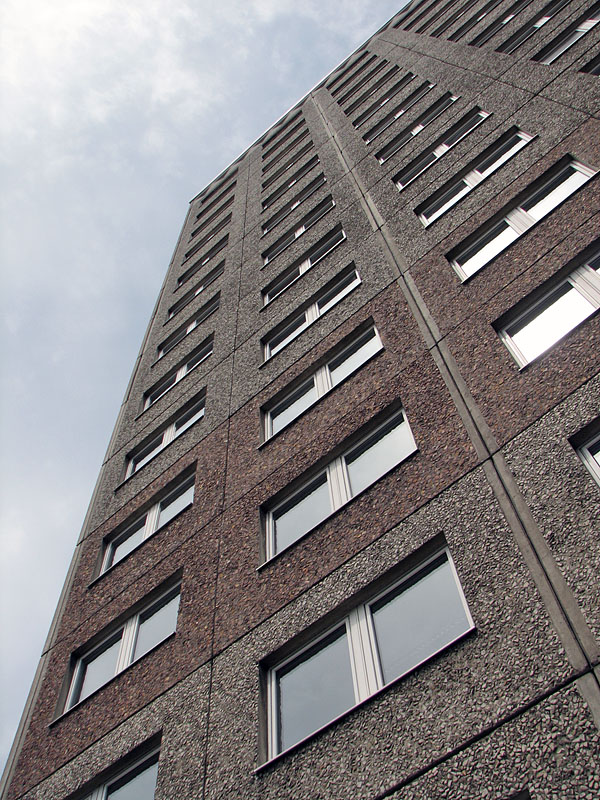
نمایی بیرونی از ساختمان سابق اشتازی در محلهٔ لیشتنبرگ برلین شرقی.
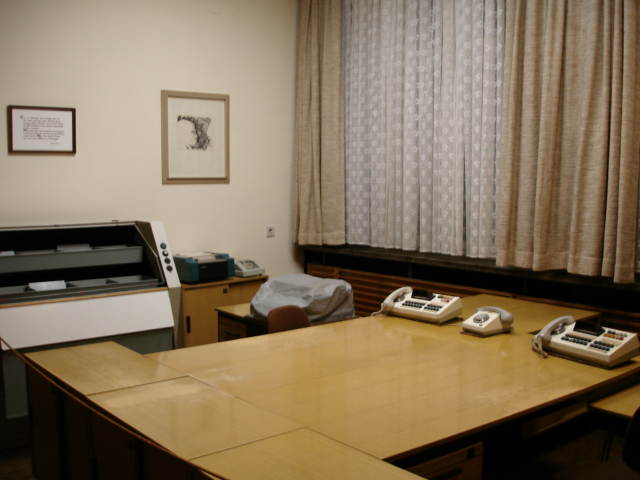
یکی از دفاتر اشتازی در برلین.
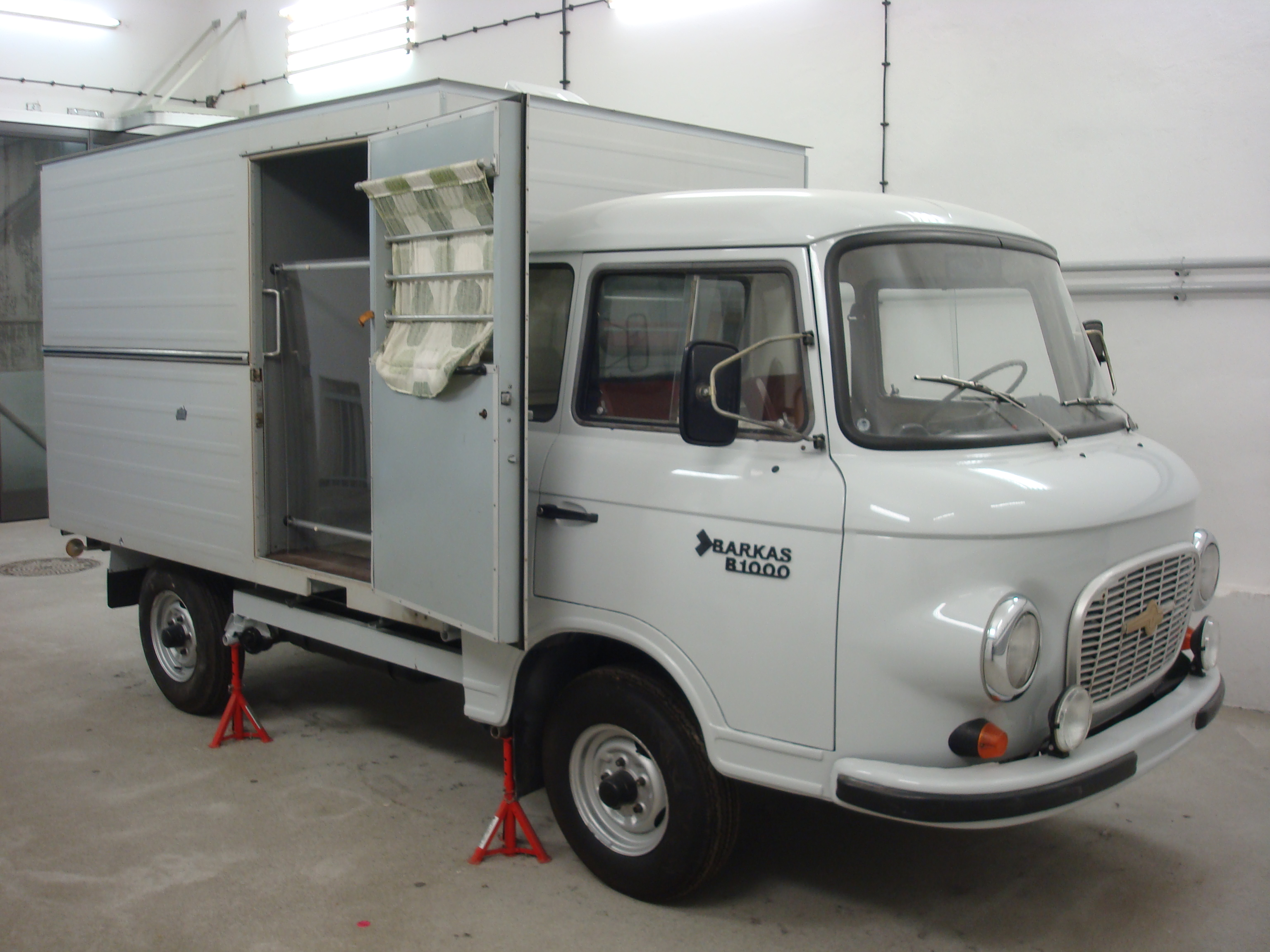
وَن انتقال زندانی‌های اشتازی که برای مخفی‌کاری به شکل یک وَن مخصوص حمل مواد غذایی طراحی و ساخته شده بود.
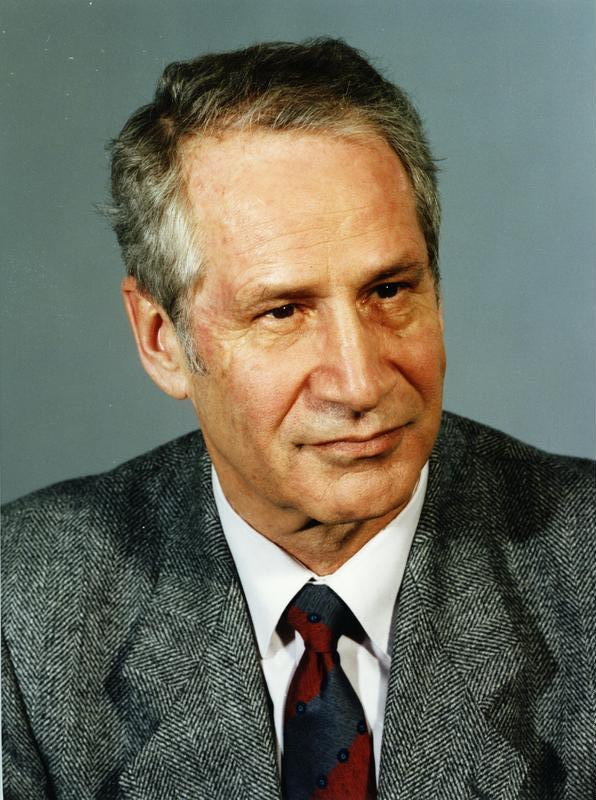
مارکوس ولف به مدت ۳۴ سال، معاونت امنیت داخلی و نفر دوم اشتازی بود.